# 声優検定
声優検定（せいゆうけんてい）とは、社団法人日本声優検定協会の実施する日本の検定試験である。

## 概要
社団法人　日本声優検定協会が行う、声優・アナウンサー・ラジオパーソナリティなどを目指している者に対し、知識や技術の習得レベルを測定する試験である。
試験は、毎年1月と7月に全国で開催されている。

## 試験内容
現在、3級と2級が実施されている。
3級は筆記試験で（選択式）、声優関連業界の常識・技能の基礎知識・日本語の常識・インターネットの基礎知識がある。
2級が受けられるのは、3級合格者のみ。3級の内容に加え、声優の仕事・演技の基礎知識など。筆記試験合格者のみ、別日に実技試験がある。
実技は、録音ではなく、指定会場にてオーディション形式で行う。内容は、自己PR・原稿読みなどで、発音・アクセント・滑舌などが問われる。

## 備考
試験対策用に、2級・3級それぞれテキスト・問題集が販売されている。

## 受験費用
- 2級： 7,350円税込
- 3級： 6,300円税込